# Scritti Politti
Scritti Politti é uma banda pop britânica, originalmente formada em 1977, em Leeds, Yorkshire, Inglaterra. É formado pelo cantor e compositor Green Gartside. Ele é o único membro da banda a ter-se mantido ao longo da história do grupo.
Não era muito popular em sua época, mas teve singles que alcançaram o sucesso como "Perfect Way", "The Sweetest Girl", "Wood Beez (Pray Like Aretha Franklin)", "The Word Girl", "Skank Bloc Bologna" e entre outros, que atingiram o Top 20 do Reino Unido na época.
Suas letras abordam temas do radicalismo implícito sutil de mensagens políticas e sociais na Inglaterra.
A mescla músical também é composto de outros gêneros, como reggae, hip-hop, funk, rock alternativo, indie rock, e Etc.

## Discografia

### Álbuns de estúdio
- 1982: "Songs to Remember"
- 1985: "Cupids & Psyche 85"
- 1988: "Provision"
- 1999: "Anomie & Bonhomie"
- 2006: "White Bread Black Beer"

### EP´s
- 1979: "Work in Progress"
- 1979: "4 A-Sides"
- 1982: "Asylums In Jerusalem"
- 1984: "Absolute
- 1985: "The Basics"
- 1999: "Tinseltown to the Boogiedown: Variations"
- 2006: "Three Unreleased Tracks

### Compilações
- 1980: "Wanna Buy a Bridge"
- 1981: "NME C81"
- 1987: "Who's That Girl"
- 1994: "Living in Oblivion: The 80's Greatest Hits - Volume 3"
- 1999: "The Best Tracks From the Best Albums of 1999
- 2001: "Rough Trade Shops: 25 Years of Rough Trade Shops - Compiación de la disquera Rough Trade Records.
- 2003: "Rough Trade Shops: Post Punk 01 - Compiación de la disquera Rough Trade Records.
- 2005: "Early"
- 2005: "12"/80s"
- 2005: "Mojo Presents: Beyond Punk!
- 2006: "Rip It Up and Start Again: Postpunk 1978-1984"
- 2006: "DJ Mix • Faithless"
- 2009: "DJ Mix • King Midas Sound"
- 2009: "Ministry of Sound Anthems: Electronic 80s"
- 2011: "Absolute"
- 2011: "DJ Mix • Ford & Lopatin"
- 2011: "Compilation • Miles Davis"

### Singles
- "Skank Bloc Bologna"
- "2nd Peel Session"
- "4 A-Sides"
- "The Sweetest Girl"
- "Faithless" ("Triple-Hep-N'Blue")
- "Asylums in Jerusalem" / "Jacques Derrida"
- "Wood Beez (Pray Like Aretha Franklin)"
- "Absolute"
- "Hypnotize"
- "The Word Girl"
- "Perfect Way"
- "Oh Patti (Don't Feel Sorry for Loverboy)"
- "First Boy in This Town (Lovesick)"
- "Boom! There She Was"
- "She's a Woman" (com Shabba Ranks)
- "Take Me in Your Arms and Love Me" (com Sweetie Irie)
- "Tinseltown to the Boogiedown"
- "The Boom Boom Bap"
- "A Day Late and a Dollar Short"

## Ligações Externas
- Site Oficial